# Splendeuptychia itonis
Espèce
Splendeuptychia itonis est une espèce de papillons de la famille des Nymphalidae et de la sous-famille des Satyrinae et du genre Splendeuptychia.

## Dénomination
Splendeuptychia itonis a été décrit par William Chapman Hewitson en 1862 sous le nom initial d' Euptychia itonis.

### Nom vernaculaire
Splendeuptychia itonis se nomme Itonis Satyr en anglais

## Description
Splendeuptychia itonis est un papillon au dessus marron clair grisé avec aux ailes postérieures une plage centrale claire une partie basale et le long du bord costal marron, et une grosse tache foncée proche de l'angle anal.
Le revers est beige grisé avec aux ailes postérieures une large bande plus foncée avec un gros ocelle foncé proche de l'angle anal
et plusieurs réduits à des taches brunes ou gris métallisé.

## Écologie et distribution
Splendeuptychia itonis est présent dans le sud du Pérou, au Brésil et en Guyane,,.

### Biotope
En Guyane il a été observé dans des sous-bois proches des rivières.

### Protection
Pas de statut de protection particulier